# Факкин, Андреа
Андреа Факкин (итал. Andrea Facchin; 20 сентября 1978, Падуя) — итальянский гребец-байдарочник, выступал за сборную Италии на всём протяжении 2000-х годов. Бронзовый призёр летних Олимпийских игр в Пекине, обладатель бронзовой медали чемпионата Европы, двукратный бронзовый призёр Средиземноморских игр, победитель многих регат национального и международного значения.

## Биография
Андреа Факкин родился 20 сентября 1978 года в городе Падуя одноимённой провинции. Активно заниматься греблей начал с раннего детства, проходил подготовку в Риме, состоял в столичном спортивном клубе G.S. Fiamme Gialle.
Первого серьёзного успеха на взрослом международном уровне добился в 2002 году, когда попал в основной состав итальянской национальной сборной и побывал на чемпионате Европы в венгерском Сегеде, откуда привёз награду бронзового достоинства, выигранную в зачёте четырёхместных байдарок на дистанции 500 метров. Благодаря череде удачных выступлений удостоился права защищать честь страны на летних Олимпийских играх 2004 года в Афинах — в одиночках на тысяче метрах сумел дойти лишь до стадии полуфиналов, где финишировал восьмым, тогда как в одиночках на пятистах метрах добрался до финальной стадии турнира и показал в решающем заезде девятый результат.
В сезоне 2005 года Факкин выступил на Средиземноморских играх в испанской Альмерии, где стал бронзовым призёром в полукилометровой гонке одиночек и километровой гонке двоек. Будучи одним из лидеров гребной команды Италии, благополучно прошёл квалификацию на Олимпийские игры 2008 года в Пекине — стартовал здесь вместе с напарником Антонио Скадуто в двойках на дистанциях 500 и 1000 метров: в первом случае расположился в итоговом протоколе на девятой позиции, в то время как во втором случае занял третье место, проиграв только экипажам из Германии и Дании, и завоевал тем самым бронзовую олимпийскую медаль. Вскоре по окончании этих соревнований принял решение завершить карьеру профессионального спортсмена, уступив место в сборной молодым итальянским гребцам.